# Timothy Bloodworth
Timothy Bloodworth (* 1736 im New Hanover County, Province of North Carolina; † 24. August 1814 in Wilmington, North Carolina) war ein US-amerikanischer Politiker. Er vertrat den Bundesstaat North Carolina in beiden Kammern des Kongresses.
Bis zum Ausbruch des Unabhängigkeitskrieges arbeitete Timothy Bloodworth hauptsächlich als Lehrer. 1776 begann er, Waffen für die Kontinentalarmee herzustellen, darunter Musketen und Bajonette. Wenig später begann er sich auch politisch zu betätigen. Nach einer Amtszeit im Repräsentantenhaus von North Carolina zwischen 1778 und 1779 bekleidete er mehrere Ämter in der Finanzverwaltung, ehe er 1786 als Delegierter in den Kontinentalkongress berufen wurde. Von 1790 bis 1791 war er Abgeordneter im Repräsentantenhaus des ersten US-Kongresses, bevor er von 1793 bis 1794 wieder im Parlament seines Heimatstaates saß.
Am 4. März 1795 zog Bloodworth für die Demokratisch-Republikanische Partei in den US-Senat ein. Er absolvierte dort eine komplette Legislaturperiode bis zum 3. März 1801. Danach wurde er Leiter der Zollbehörde von Wilmington, wo er im August 1814 starb.
Während des Zweiten Weltkrieges wurde der Liberty-Frachter SS Timothy Bloodworth nach ihm benannt.